# Pietro I del Brasile
Pietro I del Brasile e IV del Portogallo (in portoghese Pedro I do Brasil e Pedro IV de Portugal; Queluz, 12 ottobre 1798 – Queluz, 24 settembre 1834) fu il primo imperatore del Brasile dal 1822 al 1831, e il 28º re del Portogallo e dell'Algarve per due mesi nel 1826.
Il suo nome completo era, in portoghese: Pedro de Alcântara Francisco António João Carlos Xavier de Paula Miguel Rafael Joaquim José Gonzaga Pascoal Cipriano Serafim.

## Biografia

### Infanzia ed esilio

Pedro ritratto in tenera età nel 1804

Pietro nacque il 12 ottobre 1798 al Palácio Nacional de Queluz, presso Lisbona. Suo padre era l'allora principe reggente del Portogallo, che sarebbe in seguito divenuto sovrano con il nome di Giovanni VI; sua madre era Carlotta Gioacchina di Borbone-Spagna, figlia di Carlo IV di Spagna; egli era il secondo figlio della coppia, ma quando suo fratello, l'infante Antonio Francesco, morì nel 1801, Pietro ricevette il titolo di principe di Beira e venne nominato erede al trono del padre, anche con il titolo di principe del Brasile. Nel 1807, quando Pietro aveva nove anni, la famiglia lasciò il Portogallo dopo l'occupazione di Lisbona da parte delle truppe francesi di Napoleone. La famiglia reale giunse così in Brasile, con una scorta inglese, nel 1808 e qui rimase per tredici anni. La loro presenza fece di Rio de Janeiro la capitale de facto dell'impero portoghese e portò l'elevazione del Brasile allo status di regno, come il Portogallo.

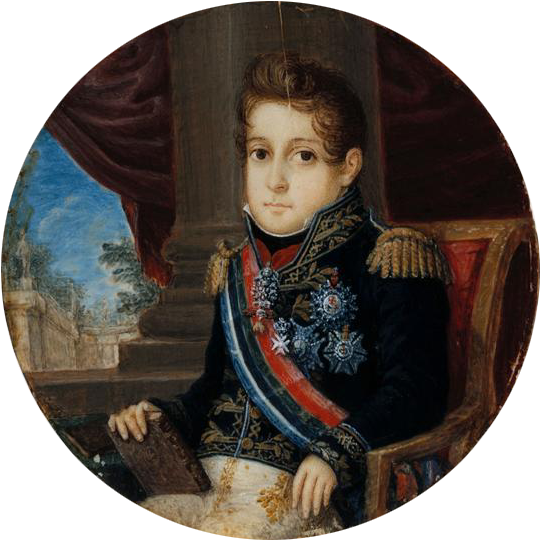
Ritratto dell'infante Pietro di Braganza, 1809

Si dice che Pietro fosse il figlio favorito di Giovanni VI, ma lo stesso non si può dire per Carlotta, la quale gli preferiva di gran lunga il figlio Michele. L'educazione di Pietro fu tra le meno riuscite della storia, in quanto sovente egli e il fratello rifuggivano dai tutori per trascorrere la giornata a correre e giocare, a tal punto che la considerazione della famiglia reale stessa ne risentì presso i contemporanei. Come risultato di questo modo di comportarsi, Pietro crebbe con poco rispetto per i simboli e le convenzioni della sua epoca, sentendosi figlio del popolo più che di un monarca, interessandosi a tutti gli aspetti della vita popolare ed alle tradizioni locali.
Pietro si adattò senza fatica anche alle tradizioni brasiliane: era un eccellente cavallerizzo, amava la vita militare, ma aveva anche un profondo talento per la musica e compose anche alcuni pezzi. Oltre alla musica, egli si dilettava in disegno, scultura, arti manuali e persino poesia. Fisicamente era considerato un bel ragazzo nella sua epoca, fatto che però lo rendeva anche un insaziabile dongiovanni, il che certo non giovava ad una futura politica matrimoniale a suo favore.

### Primo matrimonio

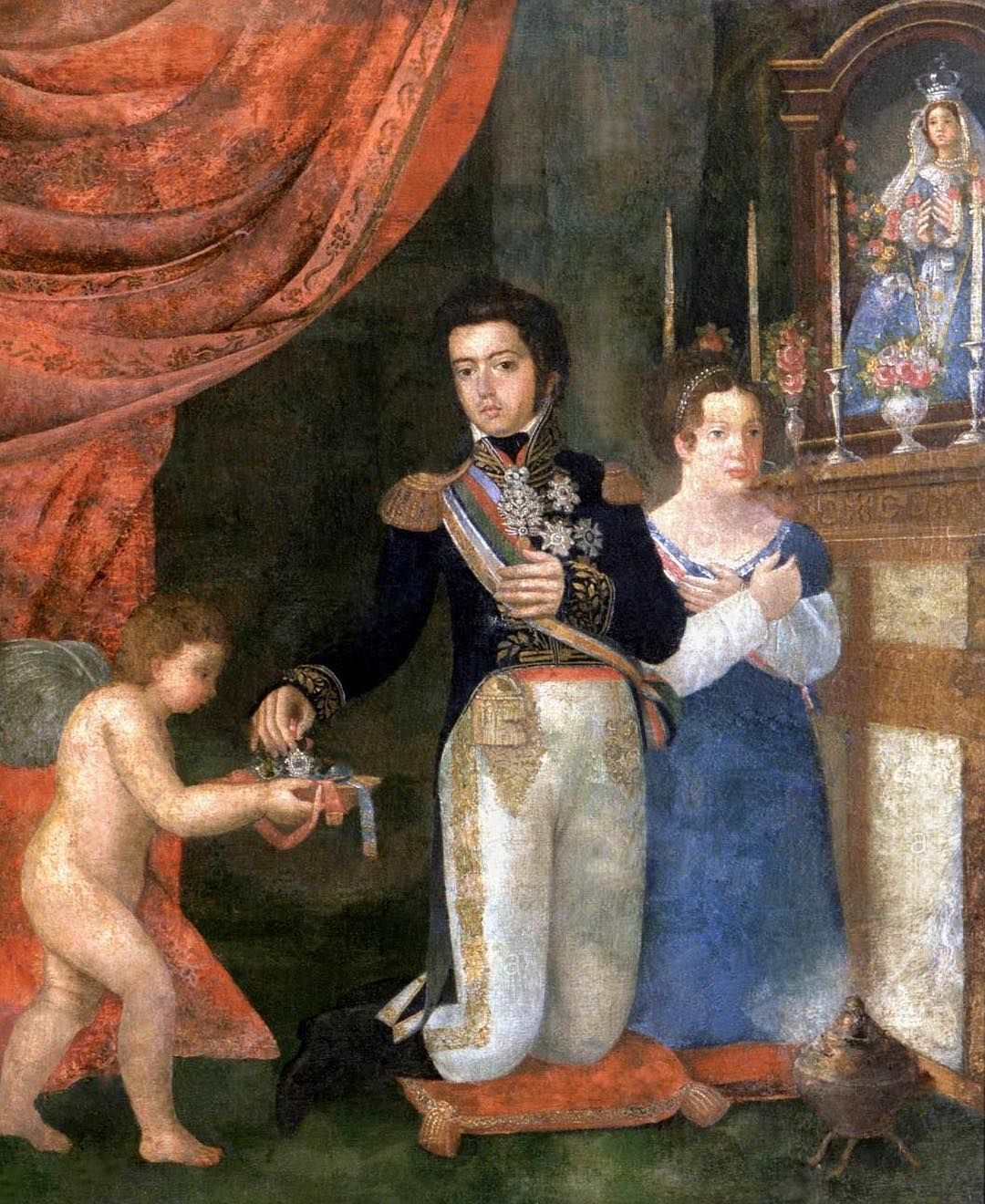
Allegoria del matrimonio di don Pietro di Braganza e dell'arciduchessa Maria Leopoldina d'Asburgo-Lorena, di Domingos Clementino, 1820

Nel 1817 Pietro sposò l'arciduchessa Maria Leopoldina d'Asburgo-Lorena, una delle figlie di Francesco II d'Asburgo-Lorena. Anche se lo aveva sposato per ragioni di stato, Leopoldina amò molto suo marito, ma questo amore non era equalmente corrisposto. Leopoldina fu un'ottima collaboratrice, dotata di molta intelligenza, grande considerazione e una personalità spigliata, che le portò rispetto ed ammirazione da parte di portoghesi e brasiliani oltre che dal marito, sebbene non fosse in grado di distrarlo dai suoi intrighi amorosi. Ella era molto modesta nell'apparire e rifuggiva quasi ogni imbellettatura.

### Reggente del Brasile

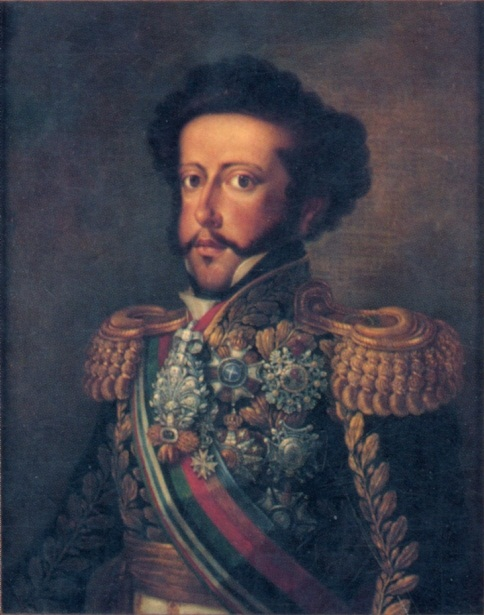
Pietro del Brasile in un ritratto ufficiale

Giovanni VI ritornò a Lisbona nel 1821, dal momento che Napoleone Bonaparte era stato sconfitto e il Paese aveva problemi con il liberale Cortéz. Egli, comunque, non partì a mani vuote: da Rio de Janeiro prese tutto il denaro del tesoro portoghese, lasciando a Rio il figlio Pietro a gestire la questione brasiliana.
Pietro non si lasciò spaventare da questo incarico di reggente per il padre in una così promettente colonia, nominando e dimettendo ministri, amministrando la giustizia, prendendo l'amministrazione delle finanze, commutando o annullando sentenze di morte, facendo guerre e concludendo paci, conferendo onori e decorazioni. A quel tempo la classe dirigente brasiliana era spaventata dagli ultimi eventi e dalla possibilità di una ricolonizzazione forte da parte del Portogallo, che avrebbe certamente portato alla perdita di molte proprietà. Essi riscoprirono così un senso patriottico di sovranità popolare. Vedendo ciò che stata accadendo nel Nuovo Mondo, Giovanni VI ordinò a Pietro di dichiarare il Brasile indipendente e di prendere il trono per sé stesso, piuttosto che accettare che un usurpatore potesse occupare il paese, mantenendo un discendente della casata reale portoghese sul trono brasiliano.
Il primo dicembre del 1822, Pietro dichiarò ufficialmente indipendente il Brasile e diede vita ad una monarchia costituzionale, proclamandosi sovrano.

### Indipendenza brasiliana

Indipendenza o morte, olio su tela di Pedro Américo, 1888

Quando re Giovanni VI tornò finalmente in Portogallo nel 1821, gran parte dei privilegi accordati precedentemente al Brasile come sede della famiglia reale vennero revocati, il che diede ulteriore spazio di azione ai nazionalisti locali. Pietro, che era rimasto nel paese come reggente, era il rappresentante dell'elemento nazionalista, supportando la rivoluzione scoppiata a Porto nel 1820. Passato il periodo di crisi, la corte portoghese gli chiese di lasciare il governo provvisorio e di limitarsi a essere un rappresentante di Lisbona in Brasile. Questa notizia giunse a Pietro il 7 settembre 1822, quando egli era appena arrivato a San Paolo dopo una visita al porto di Santos. Il principe, accogliendo una petizione popolare, rifiutò di ritornare il 9 gennaio 1822 (il Dia do Fico). Sulle rive del fiume Ipiranga, egli sfoderò la propria spada e dalla bandiera della propria nave tagliò lo stemma portoghese, dichiarando: "Indipendenza o morte!".

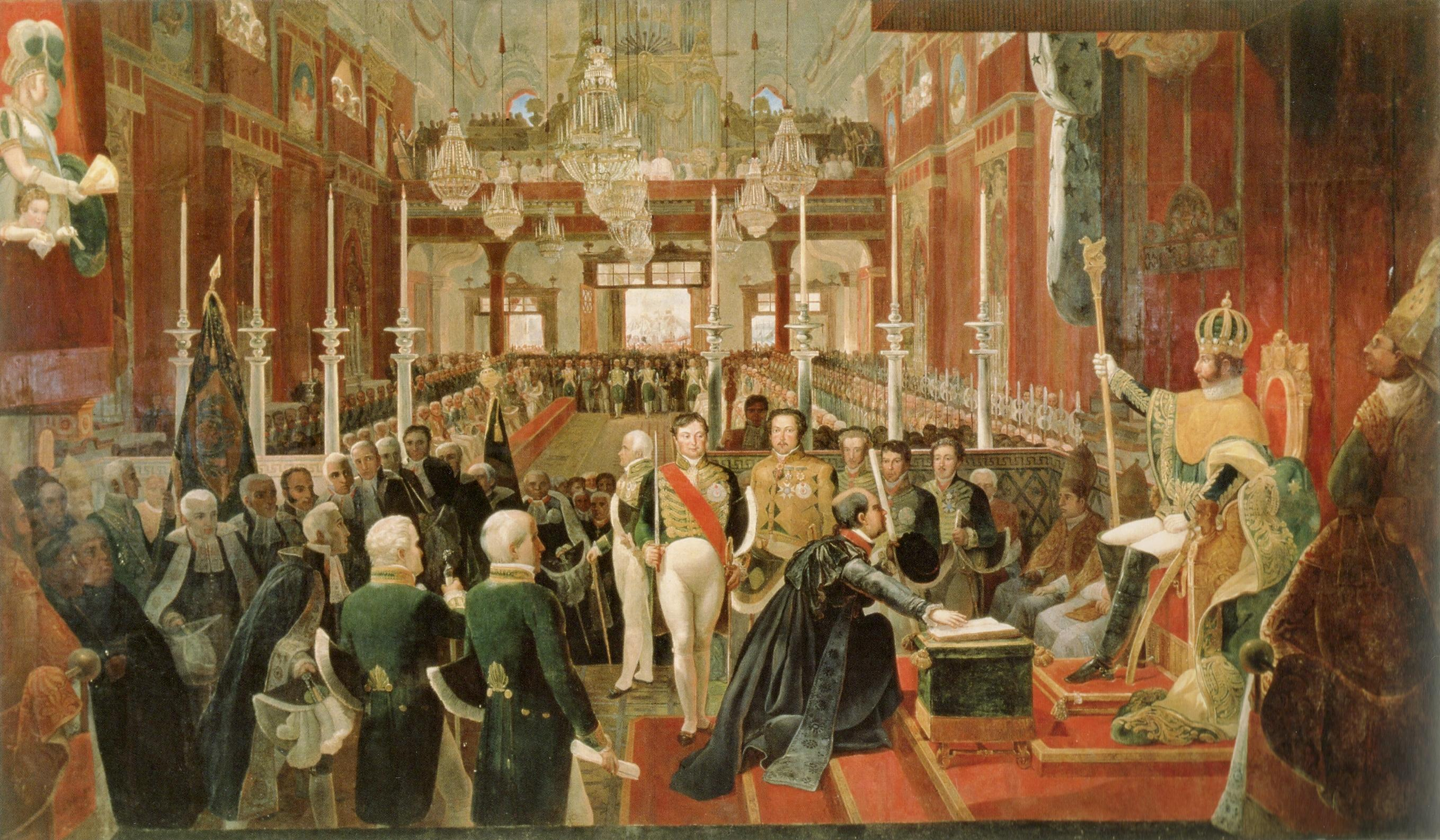
L'incoronazione di Pietro I ad imperatore del Brasile di Jean-Baptiste Debret, 1822

Pietro si proclamò imperatore del Brasile il 12 ottobre 1822, giorno del suo ventiquattresimo compleanno, e venne incoronato il 1º dicembre successivo.
Il 2 agosto 1822 fu iniziato in Massoneria nella loggia Comércio e Artes da Idade do Ouro nº1.

### Travagliata concessione della costituzione

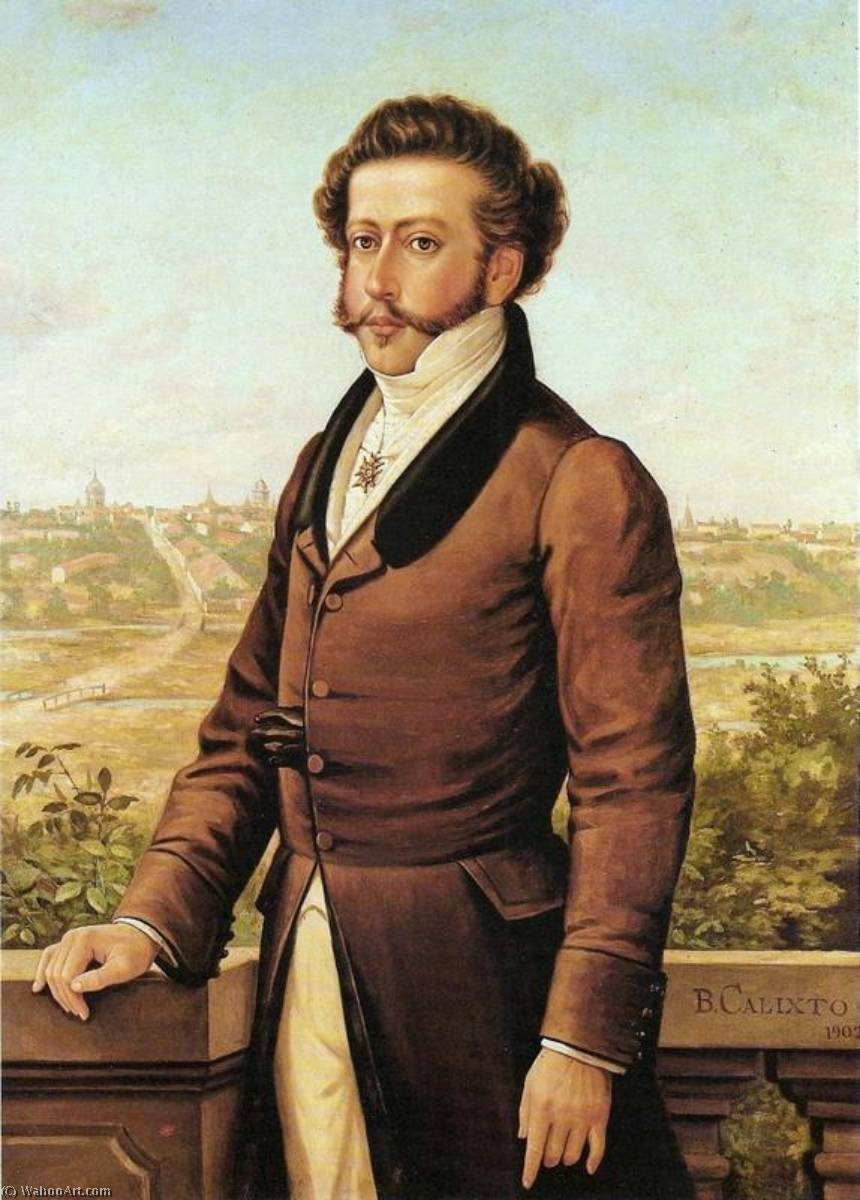
Benedito Calixo, Dom Pedro I del Brasile, 1902

I primi anni dell'indipendenza brasiliana furono difficili. Pietro I assunse il titolo di imperatore, invece di quello di re, per sottolineare la diversità delle diverse province del Brasile e anche per riprendere ciò che Napoleone aveva fatto in Europa, dando all'impero un concetto di stato svecchiato dalla concezione di ancien régime, oltre che per il fatto che l'area brasiliana era estremamente cosmopolita.
Nel 1823 Pietro I dovette confrontarsi con il problema di dover dare al paese una costituzione. I brasiliani erano divisi tra il Partito Brasiliano guidato da José Bonifácio, che includeva l'aristocrazia terriera ed era favorevole ad una monarchia costituzionale, e il Partito Portoghese, che includeva la classe commerciale, gli ufficiali di carriera e le famiglie di recente provenienza portoghese, che erano favorevoli alla monarchia assoluta. Già nel 1822, nel corso delle guerre per l'indipendenza, Pietro I si era considerato un liberale ed aveva promesso al Brasile una costituzione, anche se ora sembrava quasi essersi dimenticato di questa promessa, intento com'era a consolidare la propria figura al potere (questo era necessario per prevenire che delle rivolte interne potessero minacciare l'unità nazionale). Il Partito Brasiliano dominava l'Assemblea nazionale e si rifiutò di concedere tanto potere unicamente nelle mani del sovrano. Il conflitto crebbe sempre più dopo che Muniz Tavares, un parlamentare brasiliano, attaccò il Partito Portoghese, che a sua detta ostacolava l'indipendenza brasiliana. La "Sentinella" ed il "Tamoyo", due giornali costituzionalisti, scrissero attacchi ai sostenitori del Partito Portoghese. In risposta a questa disputa, Pietro I sciolse l'Assemblea nazionale il 12 novembre 1823. Egli condannò all'esilio molti dei deputati e altri vennero posti in prigione. Intenzionato a mantenere la sua promessa, egli nominò dunque una commissione che avrebbe siglato una nuova costituzione il 25 marzo 1824, che rimase valida sino al termine dell'Impero brasiliano nel 1889.
Oltre alle altre istituzioni democratiche classiche, la costituzione assegnava all'imperatore il ruolo di moderatore generale della politica nazionale, con la possibilità di porre il veto su tutte le risoluzioni. Egli aveva inoltre il potere di nominare dei senatori, eleggere il Consiglio di stato, perdonare i criminali, rivedere decisioni giudiziarie, rimpiazzare i deputati decaduti, eleggere i presidenti delle province, i ministri e i vescovi.
Il tentennamento iniziale dell'imperatore gli aveva attirato contro non pochi sospetti da parte della popolazione brasiliana e ben presto molti ribelli giunsero ad attaccare il sovrano, i suoi ministri e persino la sua amante Domitilla de Castro, marchesa di Santos. Il clima di insoddisfazione, con la rivolta delle forze liberali a Pernambuco, portò ad una nuova rivolta guidata da frate Joaquim do Amor Divino (conosciuto popolarmente come "Frei Caneca"), il quale sollevò il popolo contro l'impopolare governatore Francisco Paes Barreto. Nel luglio del 1824 Frei Caneca e Manuel de Carvalho formarono l'unione di alcune piccole entità indipendenti nella Confederazione dell'Equatore, la quale però fallì ben presto e i due, assieme ad altri rivoluzionari, vennero condannati a morte.

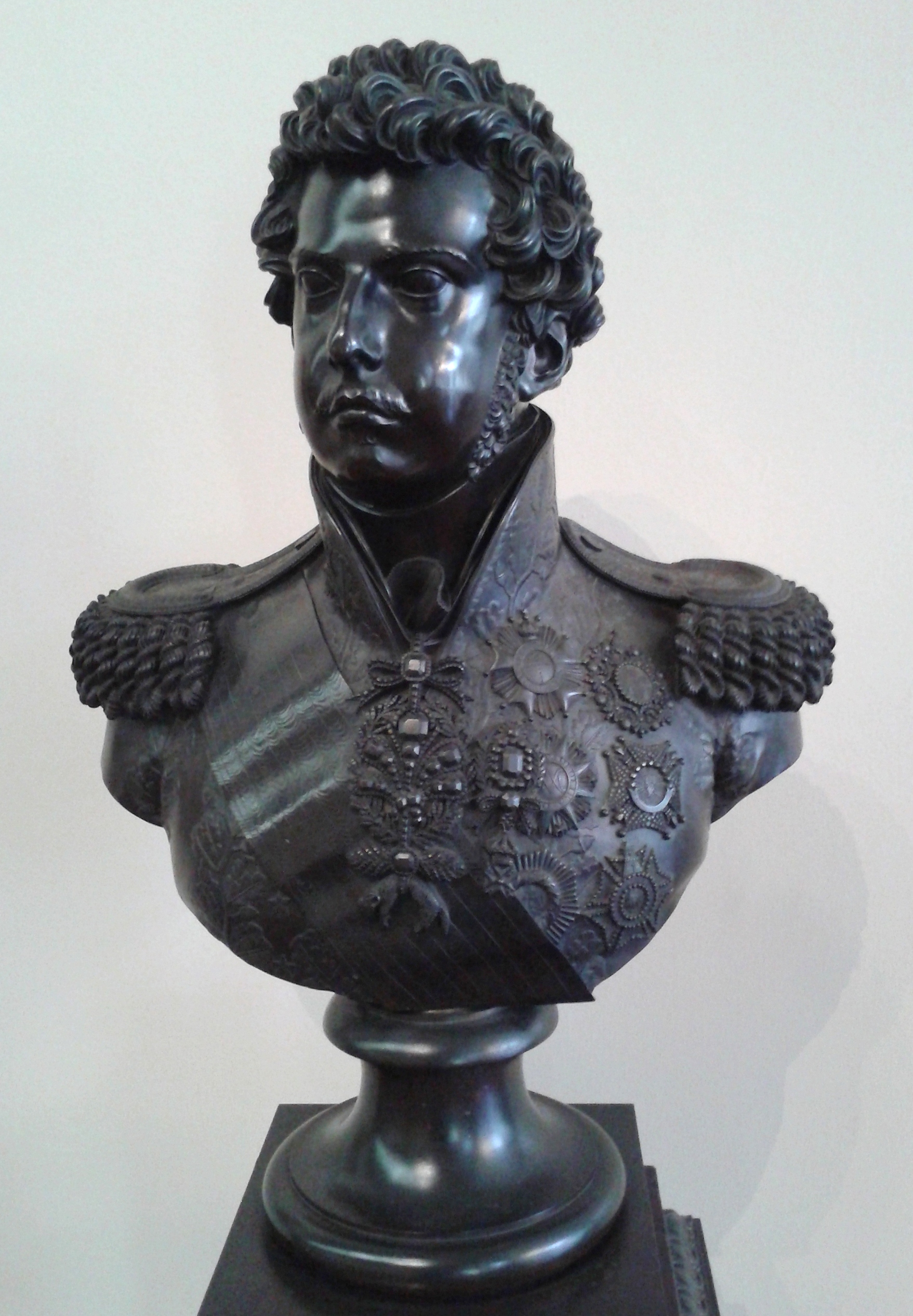
Busto dell'imperatore Pietro I del Brasile, di Marc Ferrez

In tutti questi fatti Pietro I ebbe un ruolo sentito come negativo, sia perché era stato distaccato dalla situazione, sia perché aveva pagato mercenari inglesi e francesi per reprimere la rivolta, sebbene grazie a questo atto egli riuscì a rafforzare il proprio potere e, attraverso il Regno Unito, a far riconoscere dalla comunità internazionale l'Impero del Brasile, malgrado l'iniziale resistenza di molti paesi europei, data la posizione riluttante del Portogallo. Gli Stati Uniti furono i primi a riconoscere l'indipendenza del nuovo Stato. Realizzando l'importanza del mercato sudamericano costituito dal territorio brasiliano, nel 1825 il Regno Unito riuscì a convincere il Portogallo ad accettare l'indipendenza del Brasile. L'Impero, in cambio, pagò un forte compenso di guerra al Regno Unito per ringraziare gli inglesi dell'aiuto apportato nella guerra contro il Portogallo, oltre alla rinuncia di Pietro ai diritti sul trono portoghese, il che avrebbe separato per sempre i due regni. Egli siglò anche un trattato con il Regno Unito, con il quale veniva stabilito il tasso d'importazione al 15% per la corona inglese e l'abolizione della schiavitù nel giro di tre anni. L'accettazione di questo concordato rese però ulteriormente impopolare Pietro I, che subito si scontrò con l'aristocrazia brasiliana, che non intendeva abbandonare la manodopera gratuita costituita dagli schiavi.
Sorsero così nuovi sentimenti repubblicani e, durante la guerra del 1825 con l'Argentina, la provincia della Cisplatina si staccò dal Brasile per divenire l'attuale Uruguay. La guerra continuò per due anni e il Brasile subì pesanti devastazioni militari e finanziarie. Pietro visitò le truppe al fronte nel novembre del 1826 assieme alla moglie, che però morì in quell'occasione.

### Ascesa e abdicazione al trono del Portogallo

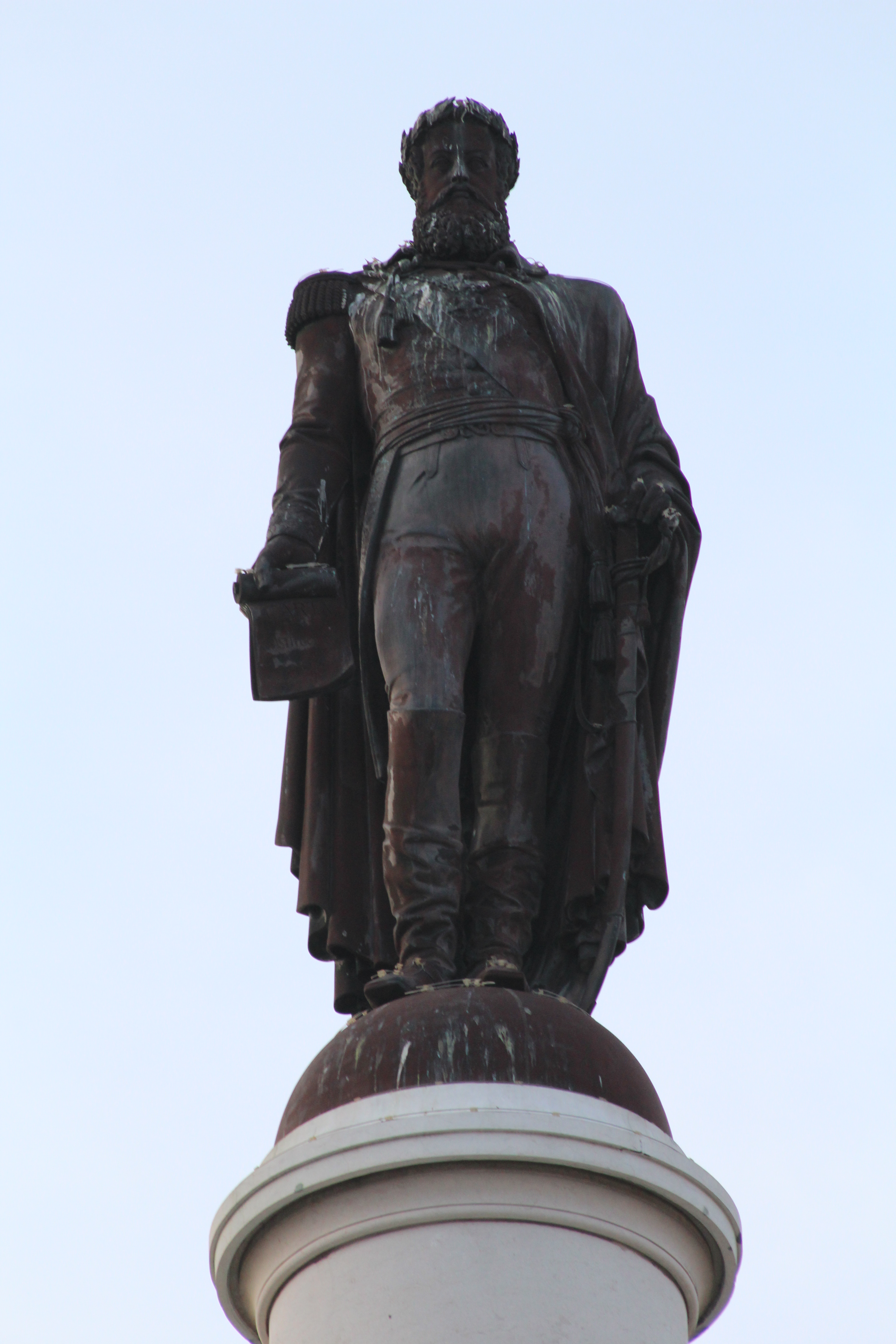
Una statua del 1870 del re Pietro IV del Portogallo sulla Colonna Dom Pedro a Lisbona

Alla morte del padre, Pietro scelse di ereditare il titolo di re del Portogallo (Pietro IV) il 10 marzo 1826, ignorando le restrizioni della nuova costituzione brasiliana che da poco aveva firmato. Egli promulgò una nuova costituzione liberale portoghese il 26 aprile di quell'anno, ma venne costretto ad abdicare dal trono del Portogallo il 28 maggio 1826 in favore di sua figlia Maria II. Dal momento che bambina aveva appena sette anni, egli nominò suo fratello Michele quale reggente, con la promessa di sposare la nipote regina. Don Miguel, invece, depose Maria e si pose sul trono come sovrano, con grande opposizione da parte di Pietro, che cercò in ogni modo di restaurare la figlia sul trono portoghese. Nel frattempo, la sua apparente indecisione nell'assumere la corona brasiliana o portoghese danneggiò profondamente la reputazione di Pietro in Brasile.

### Secondo matrimonio

Il secondo matrimonio di Pietro I con Amelia Augusta di Leuchtenberg in un ritratto di Jean-Baptiste Debret (1829)

Il 17 ottobre 1829 Pietro si sposò una seconda volta con la principessa Amelia Augusta di Leuchtenberg a Rio de Janeiro. Amelia era figlia di Eugenio di Beauharnais nonché nipote dell'imperatrice Josephine de Tascher de la Pagèrie, prima moglie di Napoleone. Ella era inoltre sorella di Augusto di Beauharnais, che sposò Maria II dopo che il suo matrimonio con don Miguel venne annullato.
Pietro venne accusato di non essere in grado di badare agli affari di stato: durante il suo regno il debito e l'inflazione crebbero vertiginosamente e le banche arrivarono a emettere denaro in cartamoneta non corrispondente ai quantitativi di oro ed argento effettivamente in circolazione. Il costo della vita si fece sempre più alto, in particolare nelle città, mettendo in crisi anche le produzioni di tabacco, cocco, cotone e caffè. I portoghesi, inoltre, continuavano a controllare gran parte dei commerci con l'estero e quindi sorse un profondo sentimento nazionale anti-portoghese. Persino l'esercito era scontento di questa situazione, in quanto guidato da ufficiali e comandanti portoghesi.
Alla fine le aspirazioni di Pietro I sul Portogallo gli costarono la corona brasiliana.

### Ritorno in Portogallo

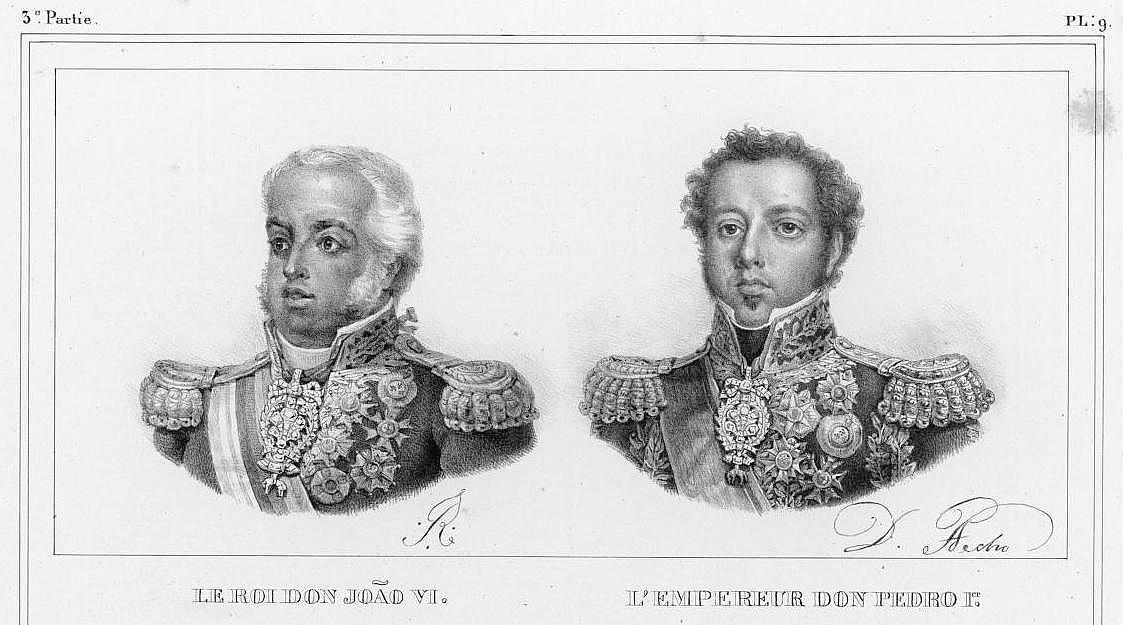
Giovanni VI del Portogallo e Pietro I del Brasile in una stampa del 1836

La crisi politica, economica e sociale scoppiata con il popolo, con l'esercito e con i suoi ministri portò Pietro il 7 aprile 1831 ad abdicare al trono in Brasile in favore di suo figlio Pietro II, che all'epoca aveva appena cinque anni. Pietro assunse dunque il titolo di XVIII duca di Braganza.
Con la morte di Giovanni VI, il 10 marzo 1826, Pietro divenne a tutti gli effetti suo erede e per breve tempo ereditò il Portogallo. Egli abdicò al trono a favore di sua figlia di sette anni, Maria da Gloria. La condizione era che ella sposasse poi il fratello di Pietro, Michele. La sorella di Pietro, l'infanta Isabella Maria, divenne reggente per la nipote.
Nel 1827 Michele tentò di avanzare dei diritti sulla reggenza della giovane moglie, scavalcando Isabella Maria, anche se nessuno accettò queste sue pretese temendo una sua presa di potere; egli fu quindi costretto ad allontanarsi in Spagna. Il 22 febbraio 1828 Michele tornò in Portogallo e quattro giorni dopo ottenne il grado di Luogotenente Generale. Michele e sua madre, Carlotta Gioacchina, iniziarono a cospirare contro la giovane Maria II, nel tentativo di concedere a Michele il trono. Godendo del supporto della parte liberale del popolo e dell'insoddisfazione verso Pietro I, che tentennava tra le due corone portoghese e brasiliana, l'11 luglio 1828 Michele venne proclamato re. Gli Stati Uniti e il Messico furono gli unici due stati a riconoscerlo come sovrano. La Santa Sede, il Regno Unito, l'Austria, la Francia, il Regno delle Due Sicilie e la Spagna protestarono contro l'illegale soppressione della costituzione che aveva portato l'ascesa al trono di Michele.
Nell'agosto del 1829 Michele inviò uno squadrone di 22 navi alle Azzorre, controllate dal fratello Pietro. Dopo un giorno di scontri, i liberali, sotto la guida del conte di Vila Flor, emersero vittoriosi, prendendo centinaia di prigionieri. Nell'aprile del 1831 Pietro abdicò al trono brasiliano in favore di suo figlio Pietro II e salpò alla volta della Gran Bretagna, ove iniziò a organizzare una spedizione militare contro il fratello Michele in Portogallo.
Pietro entrò a Porto il 9 luglio 1832 e venne attaccato dalle armate portoghesi, anche se nelle successive settimane egli riuscì ad assediare alcune città costiere. L'assedio di Porto durò circa un anno, con molte battaglie ed assalti falliti. Pietro prese il rischio di mandare una spedizione via mare nell'Algarve (giugno 1833), malgrado Porto fosse ancora sotto assedio. Questa scommessa si rivelò una strategia vincente e, benché l'assedio continuasse, esso si rivelò secondario rispetto al teatro delle operazioni belliche. Il maresciallo João Francisco de Saldanha Oliveira e Daun riuscì a vincere l'assedio nell'agosto del 1833 e nel giro di un mese la città venne liberata. A luglio del 1833 Pietro giunse a Lisbona, proclamando regina la figlia Maria II, con Pietro IV quale suo reggente.

### Ultimi anni e morte

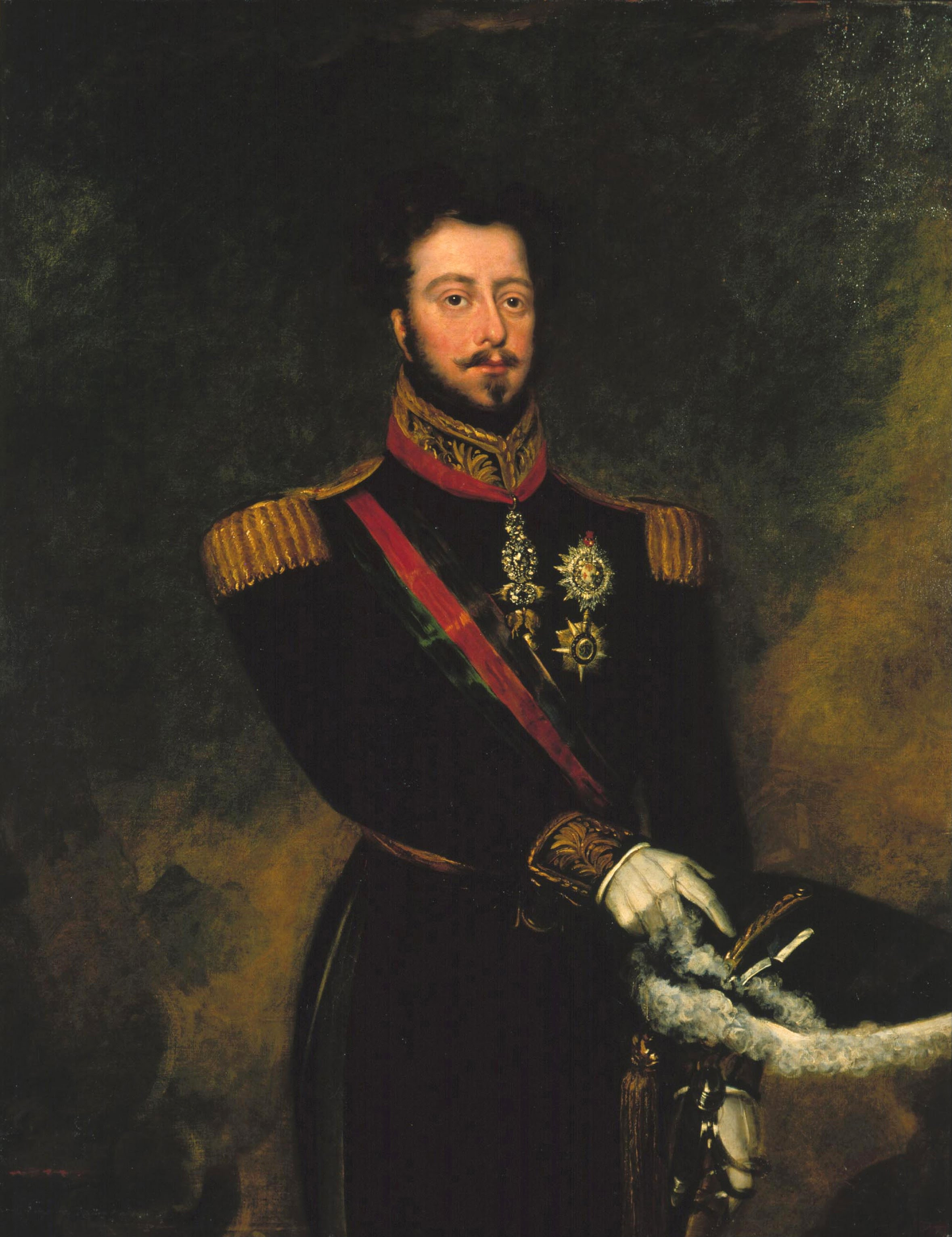
Pedro, duca di Braganza, ritratto da John Simpson nel 1834, Palazzo nazionale di Queluz, Lisbona

Dopo altre rivolte minori, il 22 aprile 1834 venne siglata la Quadruplice Alleanza tra Portogallo, Spagna, Regno Unito e Francia, che si impegnarono a bandire per sempre il principe Michele dal Portogallo e l'infante don Carlos, conte di Molina, dalla Spagna.

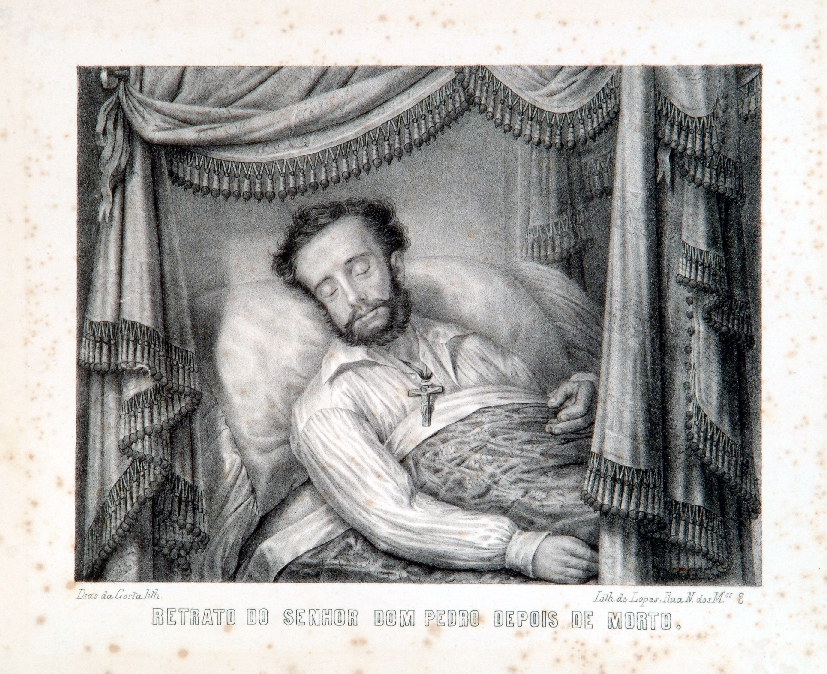
La morte di Pietro I rappresentata da Dias da Costa

Pietro morì al palazzo nazionale di Queluz, all'età di 35 anni, di tubercolosi. Nel 1972 le sue spoglie sono tornate in Brasile e sono state sepolte nel Museo di Ipiranga.

## Discendenza

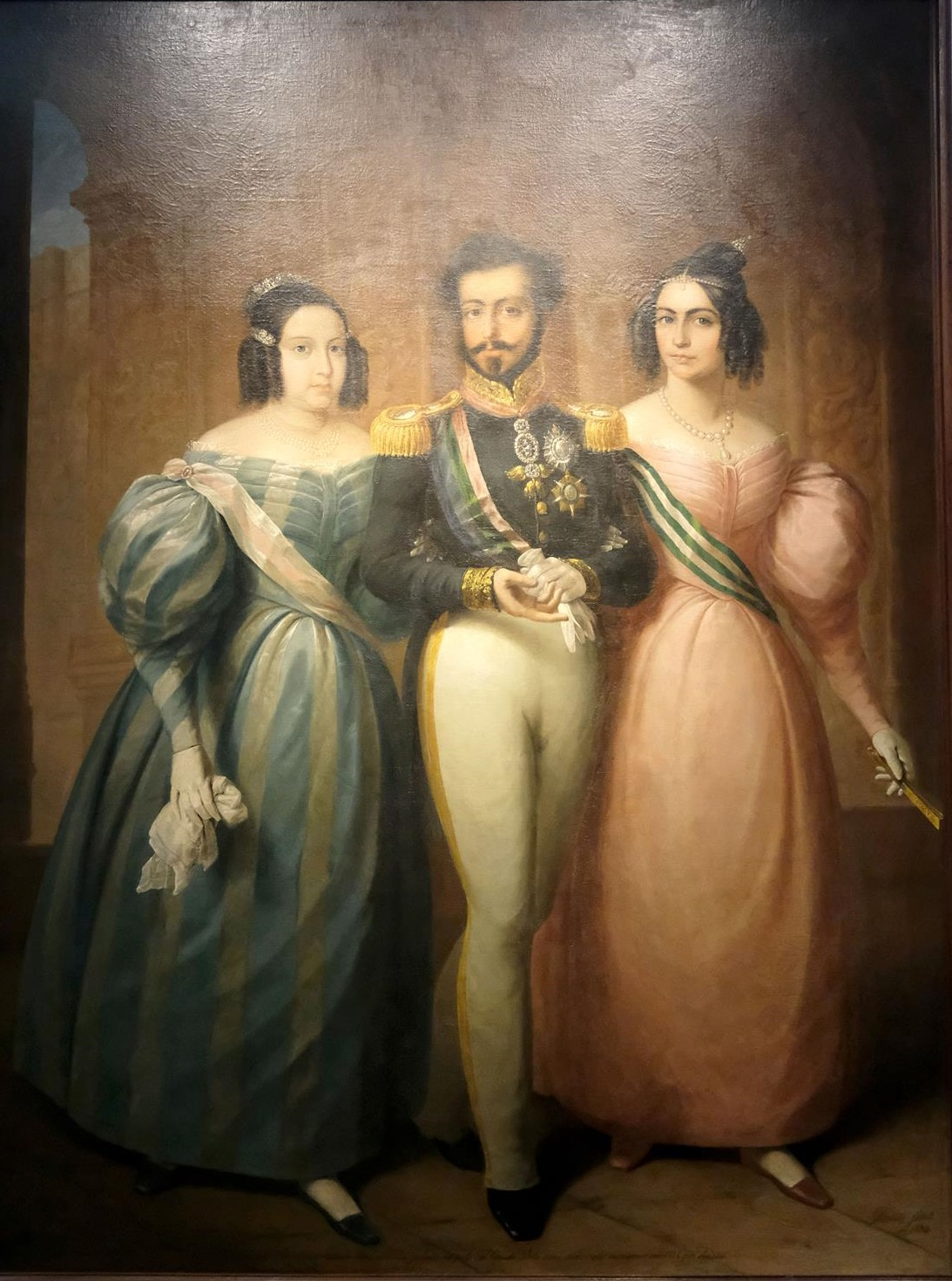
Pietro del Brasile ritratto nel 1834 con la seconda moglie Amelia de Beauharnais di Leuchtenberg e la prima figlia Maria

Pietro del Brasile e la sua prima moglie Maria Leopoldina d'Asburgo-Lorena ebbero sette figli:
- Maria II del Portogallo (1819-1853);
- Michele, principe di Beira (nato e morto nel 1820);
- Giovanni Carlo di Braganza, principe del Brasile (1821-1822);
- Gennara di Braganza, principessa imperiale del Brasile (1822-1901). Sposò il principe Luigi, Conte d'Aquila, figlio di Francesco I delle Due Sicilie;
- Paola di Braganza, principessa del Brasile (1823-1833);
- Francesca di Braganza, principessa del Brasile (1824-1898). Sposo Francesco d'Orléans, principe di Joinville, figlio di Luigi Filippo di Francia;
- Pietro II del Brasile (1825-1891), imperatore del Brasile, sposò Teresa Cristina di Borbone-Due Sicilie, figlia di Francesco I delle Due Sicilie.

Dalle seconde nozze tra il Re-Imperatore e Amelia de Beauharnais, duchessa di Leuchtenberg, nacque una sola figlia:
- Maria Amelia di Braganza (1831-1853), principessa del Brasile, morta a 21 anni d'età.

Ebbe anche altri figli illegittimi di cui quattro con la sua favorita Domitila, marchesa di Santos, uno con la sorella di quest'ultima e uno con una suora in Portogallo.

## Ascendenza
|                                       |                     |                                     | Genitori                        |  |  | Nonni |  |  | Bisnonni                  |  |  | Trisnonni                |  |
|                                       |                     |                                     |                                 |  |  |       |  |  | Giovanni V del Portogallo |  |  | Pietro II del Portogallo |  |
|                                       |                     |                                     |                                 |  |  |       |  |  | Giovanni V del Portogallo |  |  | Pietro II del Portogallo |  |
|                                       |                     | Maria Sofia del Palatinato-Neuburg  |                                 |  |  |       |  |  | Giovanni V del Portogallo |  |  |                          |  |
| Pietro III del Portogallo             |                     |                                     |                                 |  |  |       |  |  | Giovanni V del Portogallo |  |  |                          |  |
|                                       |                     | Maria Anna d'Asburgo                | Leopoldo I d'Asburgo            |  |  |       |  |  |                           |  |  |                          |  |
|                                       |                     | Maria Anna d'Asburgo                | Leopoldo I d'Asburgo            |  |  |       |  |  |                           |  |  |                          |  |
|                                       |                     | Maria Anna d'Asburgo                | Eleonora del Palatinato-Neuburg |  |  |       |  |  |                           |  |  |                          |  |
| Giovanni VI del Portogallo            |                     | Maria Anna d'Asburgo                |                                 |  |  |       |  |  |                           |  |  |                          |  |
|                                       |                     | Giuseppe I del Portogallo           | Giovanni V del Portogallo       |  |  |       |  |  |                           |  |  |                          |  |
|                                       |                     | Giuseppe I del Portogallo           | Giovanni V del Portogallo       |  |  |       |  |  |                           |  |  |                          |  |
|                                       |                     | Giuseppe I del Portogallo           | Maria Anna d'Asburgo            |  |  |       |  |  |                           |  |  |                          |  |
| Maria I del Portogallo                |                     | Giuseppe I del Portogallo           |                                 |  |  |       |  |  |                           |  |  |                          |  |
|                                       |                     | Marianna Vittoria di Borbone-Spagna | Filippo V di Spagna             |  |  |       |  |  |                           |  |  |                          |  |
|                                       |                     | Marianna Vittoria di Borbone-Spagna | Filippo V di Spagna             |  |  |       |  |  |                           |  |  |                          |  |
|                                       |                     | Marianna Vittoria di Borbone-Spagna | Elisabetta Farnese              |  |  |       |  |  |                           |  |  |                          |  |
| Pietro IV del Portogallo              |                     | Marianna Vittoria di Borbone-Spagna |                                 |  |  |       |  |  |                           |  |  |                          |  |
|                                       | Carlo III di Spagna | Filippo V di Spagna                 |                                 |  |  |       |  |  |                           |  |  |                          |  |
|                                       | Carlo III di Spagna | Filippo V di Spagna                 |                                 |  |  |       |  |  |                           |  |  |                          |  |
|                                       | Carlo III di Spagna | Elisabetta Farnese                  |                                 |  |  |       |  |  |                           |  |  |                          |  |
| Carlo IV di Spagna                    | Carlo III di Spagna |                                     |                                 |  |  |       |  |  |                           |  |  |                          |  |
|                                       |                     | Maria Amalia di Sassonia            | Augusto III di Polonia          |  |  |       |  |  |                           |  |  |                          |  |
|                                       |                     | Maria Amalia di Sassonia            | Augusto III di Polonia          |  |  |       |  |  |                           |  |  |                          |  |
|                                       |                     | Maria Amalia di Sassonia            | Maria Giuseppa d'Austria        |  |  |       |  |  |                           |  |  |                          |  |
| Carlotta Gioacchina di Borbone-Spagna |                     | Maria Amalia di Sassonia            |                                 |  |  |       |  |  |                           |  |  |                          |  |
|                                       |                     | Filippo I di Parma                  | Filippo V di Spagna             |  |  |       |  |  |                           |  |  |                          |  |
|                                       |                     | Filippo I di Parma                  | Filippo V di Spagna             |  |  |       |  |  |                           |  |  |                          |  |
|                                       |                     | Filippo I di Parma                  | Elisabetta Farnese              |  |  |       |  |  |                           |  |  |                          |  |
| Maria Luisa di Borbone-Parma          |                     | Filippo I di Parma                  |                                 |  |  |       |  |  |                           |  |  |                          |  |
|                                       |                     | Luisa Elisabetta di Borbone-Francia | Luigi XV di Francia             |  |  |       |  |  |                           |  |  |                          |  |
|                                       |                     | Luisa Elisabetta di Borbone-Francia | Luigi XV di Francia             |  |  |       |  |  |                           |  |  |                          |  |
|                                       |                     | Luisa Elisabetta di Borbone-Francia | Maria Leszczyńska               |  |  |       |  |  |                           |  |  |                          |  |
|                                       |                     | Luisa Elisabetta di Borbone-Francia |                                 |  |  |       |  |  |                           |  |  |                          |  |

## Nella cultura di massa
- Nel film Carlota Joaquina, Princesa do Brazil di Carla Camurati, Pietro I è interpretato dall'attore Marcos Palmeira.
- Le telenovelas brasiliane Novo Mundo e Nos Tempos do Imperador presentano tra i loro personaggi anche Pietro I, interpretato dall'attore Caio Castro.